# Ernst Ludwig Große

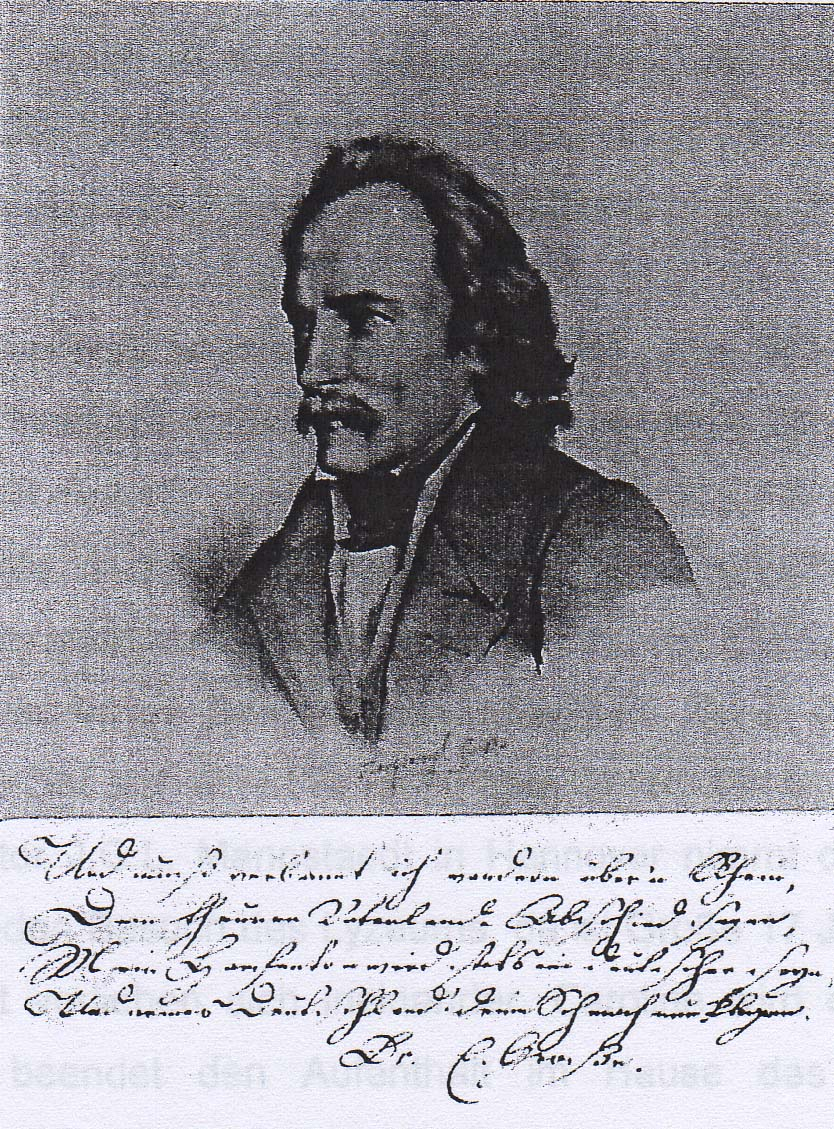
Ernst Ludwig Große im Alter von 30 Jahren (1834)

Ernst Ludwig Große, auch Ernst Ludwig Grosse (* 2. August 1802 in Osterode am Harz; † 1. April 1871 in Paris) war ein deutscher Dichter und Rechtswissenschaftler. Er setzte sich für den Erhalt der Presse- und Meinungsfreiheit in Deutschland ein und war Redner des Hambacher Festes von 1832.

## Leben

### Herkunft und erste Versuche als Dichter
Ernst Ludwig Große wurde am 2. August 1802 in Osterode (Harz) als Sohn des Gerichtsdieners und vormaligen Lehrers Christian Wilhelm Große und seiner Frau Johanna Maria Juliane Große (geb. Mannstaedt) geboren. Vom Vater zum Schneiderhandwerk gedrängt, versuchte er dagegen sich zunächst in die Mathematik zu vertiefen, um später als Artillerist dienen zu können. Auf Zurede des Bruders seiner Mutter zog er jedoch 1819 zu ihm nach Hannover, um das dortige Gymnasium zu besuchen. Im Hause seines Onkels verliebte er sich in die sechs Jahre ältere Cousine Caroline und zeugte mit ihr ein Kind. Unverheiratet zogen beide im Februar 1821 aus.
Große erhoffte von Johann Wolfgang von Goethe in Weimar Hilfe zu erhalten. Er legte seinem Bittgesuch ein in nur 14 Tagen verfasstes Trauerspiel namens Bertha bei, wurde jedoch abgewiesen und mit etwas Reisegeld und Empfehlungen nach Leipzig weitergeschickt. Da sich dort ein Bleiben als erfolglos erwies, kehrte er nach Weimar zurück und fand Unterkunft bei dem Schriftsteller, Philanthropen und „Waisenvater“ Johannes Daniel Falk, dem Begründer der „Gesellschaft der Freunde in der Not“. Auf Betreiben Falks studierte Große Rechtswissenschaften in Göttingen, wo er Johann Peter Eckermann kennenlernte und mit ihm zusammen wohnte. Um seinen und der Familie Lebensunterhalt zu bestreiten, begann er sich schriftstellerisch zu betätigen. Sein Jugendfreund Wilhelm Hahn setzte in der väterlichen Buchhandlung den Druck der Tragödie Graf Gordo durch, die Große Goethe und Jean Paul widmete. Ihre Uraufführung fand am Theater in Hannover statt. Großes Frau, die während seiner Studienzeit von Eckermann Unterstützung erhielt, bekam auf Betreiben Falks Asyl und Unterkunft durch die Großherzogin Luise. Im November 1822 setzte Große das Studium in Leipzig fort, auch um seinem Dichterfreund Heinrich Wilhelm Stieglitz zu folgen, der wegen burschenschaftlicher Aktivitäten aus der Göttinger Universität relegiert worden war. Mit ihm zusammen veröffentlichte er im Frühjahr 1823 die Gedichtsammlung Gedichte zum besten der Griechen. Im Herbst reiste er mit Stieglitz zu Jean Paul in Bayreuth, Ludwig Uhland in Stuttgart und Johann Heinrich Voß in Heidelberg. Zurück in Leipzig könnte er promoviert haben, doch weist sein Biograf Hecker auf etliche Ungereimtheiten hin.

### Verfolgt als oppositioneller Journalist und Redner in Hambach
Für den Verleger Heinrich Brockhaus übernahm Große 1824 Korrekturarbeiten und wurde journalistisch tätig. Am 24. Oktober 1824, nach der Geburt des zweiten Kindes, heiratete er seine Cousine Caroline Mannstaedt, mit der er weitere sieben Kinder haben wird. In den Folgejahren lebte die Familie in Leipzig und Dresden, wo sich Ludwig Tieck darum bemühte aus Caroline Große eine Soubrette zu machen. Zwei durch Tieck vermittelte Auftritte in Coburg und Nürnberg verliefen jedoch enttäuschend. Im Sommer 1829 verbrachte Große mit seiner Familie einige Monate in Nürnberg und Stuttgart. Ludwig Uhland vermittelte ihn im Oktober 1829 als Korrektor zur Allgemeinen Zeitung in Augsburg. 1830 übersiedelte er nach München, wo seine Frau mit den mittlerweile vier Kindern lebte. Nach Großes eigener Angabe sei er von Cotta für die offiziöse Zeitschrift Das Inland als Redakteur bestellt worden. In Eigenverantwortung redigierte er seit April 1830 die in Kempten gedruckten Bayerischen Blätter mit der ab Juli beigehefteten Bayrischen Chronik. Mit seinen kritischen Berichten u. a. über die bayerische Kammer machte er sich jedoch bei der Regierung missliebig. Am 15. Oktober 1830 wurde Große aus Bayern ausgewiesen, woraufhin er in den württembergischen Grenzort Isny im Allgäu übersiedelte. In dieser Zeit beschäftigte er sich mit der Herausgabe der Werke von Lorenz von Westenrieder. 1831 konnte er den ersten Band fertigstellen und schickte im Juli ein Exemplar mit der Bitte um Aufhebung der Verbannung an König Ludwig I. Nach einigem Hin und Her gelang es Große von Ludwig I. zu erwirken, dass er wenigstens bis Ende des Jahres 1831 in München bleiben durfte. Als er im Dezember seine Schrift Lebewohl! Abschied des kranken Dichters von Bayern in der Ständeversammlung verteilen ließ – eine kritisch-satirische Abrechnung mit der Regierungspolitik – wurde dieselbe umgehend beschlagnahmt und verboten. Große wurde am 26. Januar 1832 verhaftet und zwei Monate in der Frohnfeste München festgehalten. Auf Kaution, gestellt durch den Deutschen Preß- und Vaterlandsverein, kam er am 18. März frei. Große hielt sich danach in Zweibrücken und Pirmasens auf und traf sich mit Philipp Jakob Siebenpfeiffer und Johann Georg August Wirth. Er verfasste Flugschriften, ließ sie auf eigene Kosten drucken und verbreitete Aufrufe. Auf dem Hambacher Fest hielt er eine nur in Bruchstücken überlieferte Rede, in der er einige Regenten Deutschlands schmähte, außerdem soll er zur Bürgerbewaffnung aufgerufen haben. Um sich der drohenden Verhaftung zu entziehen, flüchtete er im Juni 1832 ins Elsass. Durch das Appellationsgericht in Landau wurde Große am 29. Juli 1833 wegen des „Verbrechens der erfolglosen Aufreizung der Einwohner des Königreiches zur Bewaffnung gegen die königl. Autorität“ und des „gewaltsamen Umsturze der königl. Staatsregierung durch öffentliche Reden und Druckschriften“ in Abwesenheit zu zehn Jahre Landesverweisung, danach zehn Jahre unter Polizeiaufsicht, sowie Entzug der staatsbürgerlichen und bürgerlichen Rechte verurteilt. In München wurde er hingegen wegen Majestätsbeleidigung und versuchten Hochverrats durch seine Schrift Lebewohl! angeklagt und mit Urteil vom 19. Oktober 1833 zu vierjähriger Gefängnisstrafe verurteilt. Beigefügt war der Zusatz, jedes Jahr zur Zeit des Verbrechens in einem finsteren Kerker bei Wasser und Brot drei Tage eingesperrt zu werden.

### Deutscher Flüchtling und Bürger in der Schweiz
Nach seiner Flucht lebte Große zunächst in Weissenburg, später in Niederbronn und Straßburg. Zwischenzeitlich, am 6. August 1832, hatte er an einer Versammlung von in London lebenden Deutschen und deutschen Flüchtlingen teilgenommen. Spätestens im Januar 1833 wohnte er mit Frau und Kindern in der Schweiz. Vorübergehend arbeitete er als Korrektor bei dem Verleger Heinrich Remigius Sauerländer in Aargau, ehe er sich im Oktober 1834 als Bürger in der Gemeinde Oberstrass niederließ. Der vor der Hand oppositionelle Journalist Dr. Jakob Eduard Singer, tatsächlich ein Spitzel der Bundeszentralbehörde in Frankfurt, berichtete in seinen Reisenotizen Portfolio eines deutschen Journalisten (1836), dass sich Große, Bürger in Oberstraß, in Herisau mit der Herausgabe des Nachdrucks von Goethes Werken beschäftige. Eine Nachricht, die bereits im Dezember 1835 in süddeutschen Zeitungen zu lesen war. Tatsächlich erschienen zwischen 1835 und 1838 zwölf Bände im Literatur-Comptoir in Herisau. Trotz des Oberstaßer Bürgerrechts wechselte die Familie mehrfach ihre Wohn- und Aufenthaltsorte. Von finanzieller Not getrieben traten Caroline Große und drei ihrer Kinder an der Züricher Bühne auf. Im August 1838 begleitete Große drei Deputierte der selbstständigen Gemeinde Oberstrass um Louis Napoléon feierlich das Bürgerrecht zu schenken. Eine, vor allem in Zürich, höchst umstrittene Aktion, die sich möglicherweise auf Großes langjährige Bekanntschaft mit dem Prinzen zurückführen lässt. Im Zuge der Demagogenverfolgung wurde Große im Schwarzen Buch der Frankfurter Bundeszentralbehörde (Eintrag Nr. 574) festgehalten.

### Sekretär beim Mainzer Adelsverein
Bis etwa 1844 lebte Große mit seiner Familie in der Schweiz, danach im preußischen Rheinkreis. Karl Heinrich Brüggemann vermittelte ihm eine Anstellung bei der Kölnischen Zeitung. Im Februar 1845 bekam Große Kontakt zum Verein zum Schutze deutscher Einwanderer in Texas und wurde dessen geschäftsführender Sekretär und Agitator. In dieser Stellung engagierte er sich auch für das Vorhaben der sogenannten Darmstädter Vierziger. Eine Gruppe junger Intellektueller und Handwerker, die zum Zwecke der Verwirklichung urkommunistischer Ideale die kurzlebige Siedlung Bettina (Texas) gründeten. Bei ihrer Abreise hatte Große ihnen mit auf den Weg gegeben, dass sie keine romantischen Enthusiasten, sondern eine culturbrechende Schar seien, um drüben in der neuen Welt zu zeigen, was deutsche Kraft, deutsche Cultur vermögen, wenn sie in ihrer freien Entfaltung ungehemmt von allen Schranken des alten Europa sich entfalten. Nachdem er über zwei Jahre für die kolonisatorische Vereinigung geworben und sie vertreten hatte, löste er Ende 1847 nach vorangegangenen Konflikten mit der Vereinsführung seinen Vertrag auf. Seine erworbenen Kenntnisse und Kontakte führten ihn im Frühjahr 1848 nach Berlin, wo er mit Regierungsvertretern die Ausarbeitung eines Auswanderungsplanes beraten wollte.

### Berlin 1848
Die Märzrevolution lenkte seine Ziele in eine andere Richtung. Mit der Broschüre Das erschütterte König- und bedrohte bürgerliche Besitzthum, oder: was liegt eigentlich hinter der Frage verborgen: ob Republik? oder Monarchie? versuchte sich Große als Wahlkandidat für das deutsche Parlament ins Gespräch zu bringen. Als erprobter Veteran der Freiheit und als Kind der Armut äußerte er sich zur Arbeiterfrage, die er zur Lebensfrage der deutschen Nation erklärte. Er empfahl einen nationalen Rettungsfonds für die Organisation der Gewerbe- und Arbeiterverhältnisse sowie eine allgemeine deutsche Kreditbank für den kleinen Gewerbe- und Handwerkerstand. In einer Flugschrift vom 20. Mai 1848 bewarb er seine Broschüre, deren 2. Auflage im Selbstverlage zum Besten armer Arbeiter-Familien erschienen sei. Er bezeichnete sich als Fremdling, unbekannt und unbeachtet, der erst seit zwei Wochen in die politische Bewegung getreten sei. Das Volk sei nicht mit Phrasen zu sättigen, sondern durch wirkliche Verbesserungen, gleichviel von welcher Parthei. Er habe daher den Notschrei der Bevölkerung an den Thron getragen. Große suchte zunehmend den Kontakt zur preußischen Regierung, wurde mit zahlreichen Plänen vorstellig und wetterte in umfangreichen Schreiben gegen das demokratische Unkraut und den verdorbenen Literatenstand. Für ein erhofftes Betätigungsfeld reichte sein aufrichtiges Bestreben, der Regierung zu dienen (Julius von Minutoli) aber nicht aus, er erhielt keine Anstellung. Irgendwann, um 1852, wurde Große aus Berlin ausgewiesen. Vielleicht mag die unerlaubte Verbindung zu einer Frau beigetragen haben, mit der er während seiner Berliner Zeit drei Kinder hatte.

### Lebensende in Paris
Von Berlin aus begab er sich nach Paris. Unbekannt ist, womit er dort seinen Lebensunterhalt bestritt. In Paris publizierte er 1856 eine Schrift mit dem Titel Le vrai Napoléonisme. Aus ihr geht hervor, dass Große von Louis Napoleon auch finanziell unterstützt wurde. Große verstarb am 1. April 1871 in einem Pariser Krankenhaus. Seine Frau Caroline starb am 6. Juni 1872 in Speyer. Sie hatte über 20 Jahre nichts mehr von ihrem Mann gehört.

## Wirken
Rolf Hecker bezeichnet Große als Intellektuellen, der zum Dichter nicht taugte, sich mit vielerlei Themen beschäftigte und zahlreiche Männer von Rang und Namen traf. Großes erster Biograf, der in Weimar wirkende nationalliberale Archivar Carl August Hugo Burkhardt, war der Meinung, dass wohl keiner unter den deutschen Dichtern eine verhältnismäßig so frühe Würdigung erfahren habe, jedoch fern der Heimat fast vergessen untergegangen sei. Doch Großes früher Würdigung durch Adolf Müllner, der 1821 im Morgenblatt für gebildete Stände (Nr. 82–91) mehrere Gedichte von ihm veröffentlicht hatte, folgte die Enttäuschung im Umgang mit Goethe. Auch Jean Paul hatte nicht viel mehr als freundliche Ratschläge für ihn übrig. Großes politische Schriften, so Burkhardt, neigten mehr und mehr zu einem exzentrischen, aggressiven und sprunghaften Stil voller satirischer Anspielungen. Burkhardt deutete Großes phantastisches und exzentrisches Wesen und die daraus resultierende Reizbarkeit als Zeiterscheinung und berechtigte Eigentümlichkeit Vieler, die für die freiheitliche Entwicklung des deutschen Vaterlandes eintraten. Tatsächlich aber vermitteln sehr unterschiedliche Quellen das Bild eines chaotischen Denkers von hoher Reizbarkeit, dem innere Klarheit und Ruhe fehlten, der Selbsttäuschungen erlag, unglücklich und trotz seiner humanen Bestrebungen mit der Welt zerfallen war (Julius von Minutoli, zitiert nach Hecker). Seine auffallende Fixierung auf charismatische, autoritäre Persönlichkeiten – von Goethe über Ludwig I., den er zumindest anfänglich verehrte, den in seiner Bedeutung überzeichneten Westenrieder, bis zu den beiden Napoleons – stand im Grunde immer sperrig zu seiner plebejischen Denkweise, die das Juste Milieu verachtete. Reizbar, manisch und ohne Gespür für literarischen Wandel polemisierte er während seiner Münchner Jahre gegen Moritz Gottlieb Saphir. Großes Spottgedichte Der neue Hofrath und insbesondere Die Ballade vom Hofnarrn und Blauspecht waren mit antijüdischen Gehässigkeiten aufgeladen, die mit dazu beitrugen, dass Saphir in der deutschen Literaturgeschichte nur als eitler und selbstverliebter Humorist wahrgenommen wurde.

## Rezeption
- Karl Herloßsohn: Meine Auswanderung aus Oesterreich. In: Die Grenzboten, 1845, S. 49–67, hier S. 55
- Ludwig Storch: Schwabendichterstreiche, 1863

## Werke
- Bertha, (ungedruckte Tragödie, verloren)
- Graf Gordo, Hannover 1822
- Gedichte. Herausgegeben zum Besten der Griechen, Leipzig 1823 (gemeinsam mit Heinrich Steglitz)
- Offener Brief eines Braunschweiger Bürgergardisten, Braunschweig 1830
- Zweiter Brief eines Braunschweiger Bürgergardisten an das Braunschweiger Volk, Braunschweig 1830
- Aufruf eines schlesischen Landwehrmannes an seine schlesischen und preußischen Kameraden vor dem Abmarsch an die polnische Gränze etc., Kempten 1830
- Lorenz v. Westenrieder's sämmtliche Werke, 29 Bände, Kempten 1831–1838 (Im Juni 1832 übertrug Großes Frau die weitere Herausgabe einem unbekannten katholischen Geistlichen aus München. Ab Band 11 als Herausgeber „Einige Freunde der vaterländischen Literatur“.)
- Lebewohl, Abschied des kranken Dichters von Baiern, Augsburg 1831
- An den Frhrn. von Closen, Wiegenlied für meine jüngste Tochter und Epistel eines aus Bayern Verbannten an seine in München zurückgelassene Gattin. Drei Lieder aus der Verbannung mit humoristischen und ernsthaften Anmerkungen, Augsburg 1831
- Lieder aus der Verbannung, Augsburg 1832
- Der neue Hofrath und die Ballade vom Hofnarren und Blauspecht. Ein Frühstücksblatt für den Adel. Nebst dem Adieu an die Münchener Journalisten, Augsburg 1832
- Der Journalisten Lebens- und Tageslauf mit der großen Raimund'schen Zauber- und Feenoper: Die konstitutionellen Inkonstitutionellen, oder Der Ordonnanz- und Ukasenminister in tausend Ängsten … Angehängt Der Bockskeller, Die Riegelhäubchen und Das Geheime Kabinett der Turandot, Augsburg 1832
- Der deutsche Mai, 1832
- Der Liberale im Westrich von 27. Mai 1832, 1832
- Aufruf an Rheinbayern in Deutschland zum Schutze der bedrängten Presse, 1832
- Le vrai napoléonisme: examen historique et critique sur toutes les questions réstees en suspens depuis 1815, Paris 1856